# Claudius II.
Marcus Aurelius Claudius, známý jako Claudius Gothicus či Claudius II. (10. května 213/214 – září 270 Sirmium), byl římský císař vládnoucí v letech 268–270. Bližší údaje o jeho rodičích nejsou známy, ze sourozenců je doložen pouze bratr Quintillus, Claudiův krátkodobý nástupce a dědic.
Claudius II. je prvním z tzv. ilyrských císařů na římském trůně, energických vládců, jejichž jméno později proslavil především Diocletianus. Tito muži nízkého původu byli všichni schopnými vojevůdci i administrátory, většinu času strávili ve vojenských táborech, a třebaže kultura za jejich panování příliš nekvetla, pomohli impériu překonat strukturální krizi 3. století.

## Původ a kariéra
Snad o žádném jiném panovníkovi se nedochovalo tolik fiktivních údajů týkajících se jeho rodinných poměrů jako o Claudiovi II. Claudius byl podle nich synem Gordiana III., příbuzným pozdějšího císaře Proba i prastrýcem Constantia Chlora, otce Konstantina Velikého. Ve skutečnosti není o císařově původu a rodině nic jistého známo, snad kromě toho, že se narodil v Ilyriku.
Nejistota panuje i ohledně Claudiovy vojenské kariéry. Zprávy o velitelských funkcích, které budoucí císař zastával za vlády Deciovy a Valerianovy, přináší jen Historia Augusta, vysoce problematický pramen, plný nejrůznějších fikcí a tendenčních zpráv. Většina odborníků tyto údaje posuzuje skepticky a za potvrzené pokládá jen to, že v roce 268 byl Claudius tribunem v Ticinu a že předtím sloužil v jednotkách těžké jízdy, zformovaných císařem Gallienem.

## Proklamace za císaře
Panovníkem se Claudius stal ve vojenském ležení u Milána, krátce poté, co byl při komplotu vysokých důstojníků zavražděn císař Gallienus. Jeho role při spiknutí je opět značně nejasná. Pozdější kronikáři, většinou Claudiovi nekriticky naklonění, vyvinuli enormní snahu zbavit ho veškeré zodpovědnosti za Gallienovu smrt, a to u dnešních historiků vzbuzuje podezření, že o akci přinejmenším věděl, pokud ji přímo neorganizoval. Oficiálním vůdcem spiklenců byl nicméně prefekt pretoriánů Heraclianus.

## Vláda

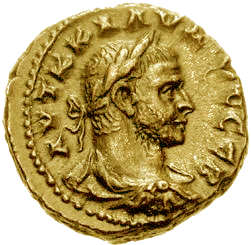
Claudiova tetradrachma

Prvním Claudiovým úkolem po převzetí vlády bylo dovést do konce válku s uzurpátorem Aureolem, kterou začal už Gallienus a která se neúměrně protahovala. Když se to bez vážnějších potíží podařilo a Aureolus odpykal svou vzpouru smrtí, mohl se Claudius soustředit na válku s germánskými kmeny. Bylo především jeho zásluhou, že Římané na podzim 268 porazili alamanské nájezdníky, kteří přes Raetii vtrhli do Itálie. Claudius poté odcestoval do Říma, kde patrně strávil zimu.
Od jara roku 269 Claudia plně zaměstnávaly přípravy na válku s Góty, stálými protivníky impéria na Balkáně. Před nedávnou dobou sice Góty porazil císař Gallienus, ale Aureolova revolta a následné obléhání Milána výpravu přerušily a vpády pak nerušeně pokračovaly dál. Claudius dostihl gótské plenitele poblíž města Naissu (dnes Niš), chytrou strategií je vylákal před své jednotky a uštědřil jim těžkou porážku. Údaj o 50 000 mrvých Gótech je nepochybně přehnaný, ukazuje však, jak výrazné římské vítězství bylo. Na oslavu svého úspěchu přijal císař vítězný titul Gothicus maximus, jehož první složka se stala v historické literatuře součástí jeho jména.
Méně úspěšně se vyvíjela situace na Východě. Tam po zavraždění Septimia Odaenatha převzala vládu energická Zenobie, která se nemínila spokojit s dosavadními zisky Palmýry. Její vojska nejprve podnikla útok směrem do nitra Malé Asie (k Ankýře) a na jaře roku 270 napadla Egypt. Protože egyptský prefekt Tenagino Probus pomáhal Claudiovi v boji s Góty a vojsko odvedl s sebou, bylo obsazení země poměrně jednoduché. Snahy vývoj zvrátit skončily po přechodném úspěchu katastrofou – během příprav na ofenzívu upadl Probus u egyptského Babylónu do léčky, jež ho stála život, a Palmýřané Egypt ve své moci udrželi.
Na Západě naopak Claudius ovládl provincii Tarraconensis, kterou od roku 260 spravovali „galští císařové“ z Porýní. Nebyla to sice jeho přímá zásluha, neboť pobýval tou dobou na Balkáně, zprávy o vítězství u Naissu však přitom jistě sehrály svou roli. Za této situace Claudius onemocněl v Sirmiu neštovicemi a na jejich následky asi v září 270 zemřel. Svému krajanu Aurelianovi zanechal konsolidovanou panovnickou moc, ale i mnoho rozdělané práce; na úplné překonání krize 3. století bylo zapotřebí dalších schopných „Ilyrů“.